# Georgische Wikipedia
De Georgische Wikipedia (Georgisch: ქართული ვიკიპედია) is een uitgave in de Georgische taal van de online encyclopedie Wikipedia. In februari 2011 waren er circa 46.660 artikelen en 30.501 geregistreerde gebruikers.